# Aerocompact
Die Aerocompact Europe GmbH ist ein österreichischer Anbieter von Zubehör für Photovoltaik mit Sitz in Satteins. Die Firma entwickelt, baut und vertreibt Photovoltaik-Unterkonstruktionen für Dächer und Freiflächen.
Die Privatkapitalanlegergesellschaft Trilantic Europe ist mit 60 Prozent an Aerocompact beteiligt. Die restlichen 40 Prozent der Anteile sind im Besitz der Privatstiftung von Gründer Mathias Muther.
Produziert wird in Satteins, in Nüziders und in Bulgarien.
Aerocompact wurde 2014 gegründet und hat im Jahr 2023 erstmals über 100 Millionen Euro Gesamtumsatz erwirtschaftet.